# Ann-Marie Skoglund
Ann-Marie Skoglund, som gift med efternamnet Fridell, född 2 februari 1935 i By, Värmland, död 6 december 2013 i Gränna, var en svensk barnskådespelare. Hon spelade rollen som Eva-Lotta i Mästerdektiven Blomkvist från 1947.
Ann-Marie Fridell är gravsatt på Gränna kyrkogård.

## Filmografi
- 1947 – Mästerdektiven Blomkvist
- 1953 – Ogift fader sökes
- 1953 – Fartfeber